# حزقيال أندريس أرانغو
حزقيال أندريس أرانغو (بالإسبانية: Juan Andrés Arango)‏ هو كاتب سيناريو ومخرج كولومبي وفنزويلي، ولد في 19 سبتمبر 1976 في بوغوتا في كولومبيا.

## وصلات خارجية
- حزقيال أندريس أرانغو على موقع IMDb (الإنجليزية)
- حزقيال أندريس أرانغو على موقع قاعدة بيانات الفيلم (الإنجليزية)